# Brig
Brig (walliserdeutsch Brig [briːg], französisch Brigue, italienisch Briga) ist ein Gemeindeteil von Brig-Glis im Schweizer Kanton Wallis.

## Geografie
Brig liegt auf einer Höhe von 681 m ü. M. am Südufer des Rottens, wie die Rhône dort heisst. Zwischen den Berner Alpen und den Walliser Alpen gelegen, ist die Stadt der Ausgangspunkt für die Hauptstrasse 9 bzw. Europastrasse 62 über den Simplonpass Richtung Italien. Wenige Kilometer nördlich befindet sich das UNESCO-Welterbe Aletschgebiet mit dem grössten Gletscher der Alpen. Die Stadt ist umgeben von den Bergen Glishorn (2525 m ü. M.), Fülhorn (2736 m ü. M.) und Sparrhoru (3020 m ü. M.). Die westlich gelegene Kantonshauptstadt Sitten ist 54 km entfernt.

## Geschichte
Der Name Brig geht auf keltisch *briga «Hügel, Hügelfestung» zurück. Urkundlich erstmals wurde die Ortschaft 1215 als Briga erwähnt.
Erste urgeschichtliche Funde stammen aus der Bronze- und aus der jüngeren Eisenzeit (La-Tène). Umfassender sind diese auf der Gliserseite. Ausführliche Ausgrabungen in der Waldmatte in Gamsen zeigen, dass in der zweiten Hälfte des 7. Jahrhunderts vor Christus eine Siedlung entstanden ist. Vor und in der römischen Epoche wurde diese Siedlung vergrössert. Später werden verschiedene Siedlungsphasen nachgewiesen.
Um 1215 gründete der Bischof von Sitten den Marktflecken Brig. Eingangs 16. Jahrhundert wurde Brig Hauptort des gleichnamigen Zenden und Sitz des Zendengerichtes. 1690 schlossen sich die Gemeinden Holzji, Glis und Gamsen zusammen. Die Kirche in Glis wurde Anfang des 17. Jahrhunderts durch den bedeutenden Baumeister Ulrich Ruffiner erweitert. Im 18. Jahrhundert eine Erweiterung durch die Gebrüder Bodmer. Bei Ausgrabungen, die 1984 in der Kirche durchgeführt wurden, fand man Spuren einer ländlichen Taufkapelle, aus der Frühzeit des Christentums im Wallis.
Das 17. Jahrhundert ist von Kaspar Stockalper (1609–1691) geprägt. Er kontrollierte den Warentransport über den Simplon und betrieb bei Brig eigene Erzgruben. Seine rege Bautätigkeit zeigt sich im Bau des Stockalperschlosses, der Sebastianskapelle und des Jesuitenkollegiums mit dazugehöriger Kirche, Bauwerke die heute noch das Stadtbild von Brig prägen.
Mit Stockalper wurde Brig auch das Bildungszentrum des Oberwallis. Dieser förderte die Schulen der Jesuiten und der Ursulinen. Die Transitachse, die Stockalper über den Simplon betrieb (Stockalperweg), war im 17. Jahrhundert eine der wichtigsten Alpenübergänge und brachte Stockalper und den Brigern entsprechendes Ansehen und Wohlstand.
In den Jahren 1801 bis 1806 wurde durch eine Weisung Napoleon eine Strasse über den Simplonpass angelegt. Die Verbindung wurde am 9. Oktober 1806 in Brig eröffnet. Diese Strassentrasse wurde beim Bau der Nationalstrasse A9 im 20. Jahrhundert weitgehend zerstört.
1878 erfolgte ein Eisenbahnanschluss gegen Westen, 1906 war die Eröffnung des ersten Simplontunnels, 1913 folgte die Eröffnung der Lötschbergsüdrampe der Bern-Lötschberg-Simplon-Bahn und 1926 kam der Eisenbahnanschluss ins Goms. Ab 1911 gab es in Brig eine Eisenbahner-Wohnbaugenossenschaft.  1910 startete der peruanische Flugpionier Jorge Chávez (Geo Chavez) zur ersten Alpenüberquerung per Flugzeug von Brig (Gemeindegebiet Ried-Brig) nach Domodossola, er stürzte im Landeanflug ab und starb kurze Zeit später.
1972 kam es zur Fusion der drei Gemeinden Brig, Glis und Brigerbad zur heutigen Stadtgemeinde Brig-Glis. Im Dezember 1998 wurde die Umfahrungsstrasse von Brig-Glis/Naters als Teilstück der Nationalstrasse A9 eröffnet.

Am 24. September 1993 ereignete sich in Brig eine Hochwasserkatastrophe. Nach andauernden heftigen Niederschlägen war der Pegel des Bergbachs Saltina stark angestiegen. Zudem hatte sich der Bach im Bereich der Saltinabrücke, welche die Stadtteile Brig und Glis verbindet, mit Geröll und Baumstämmen seinen eigenen Weg versperrt und suchte sich ein neues Bett mitten durch Brig. Die Stadt wurde meterhoch mit Schlamm und Geröll überschwemmt. Zwei Personen kamen ums Leben. Die Innenstadt von Brig wurde nach den Aufräumarbeiten umgestaltet und mit Fussgängerzonen aufgewertet. Der Bachlauf erhielt Steindämme und eine Brücke wurde mit einem Mechanismus versehen, der bei Hochwasser die Brücke automatisch anhebt.

## Bevölkerung
| Jahr      | 1798 | 1802 | 1827 | 1850 | 1860 | 1888 | 1900 | 1920 | 1950 | 1970 | 1980   | 1990  | 2000  | 2010  | 2020  |
| Einwohner | 468  | 412  | 596  | 721  | 1012 | 1172 | 2182 | 3132 | 3854 | 5191 | 9608 * | 10602 | 11590 | 12467 | 13221 |

## Gemeindepräsidenten
| Amtszeit  | Name           | Partei |
| --------- | -------------- | ------ |
| 1929–1945 | Leo Guntern    | CSP    |
| 1945–1967 | Moritz Kämpfen | KVP    |
| 1967–1972 | Werner Perrig  | KVP    |

## Verkehr

### Eisenbahn
Brig ist vor allem durch seinen schweizerisch-italienischen Grenzbahnhof bekannt. Im innerschweizerischen Verkehr war er bis zur Eröffnung des Lötschberg-Basistunnels der wichtigste Umsteigebahnhof für das Wallis, auf Grund der Reisezeiten auf den beiden Hauptstrecken aber kein vollwertiger Taktknoten. Die Eröffnung des Lötschberg-Basistunnels im Jahr 2007 leitete einen Teil des Umsteigeverkehrs in den Bahnhof Visp um, welcher als Vollknoten im Schweizerischen Taktfahrplan ausgebildet ist. Der Bahnhof Brig liegt an zwei internationalen Transitstrecken durch die Schweiz: an der Strecke Vallorbe– bzw. Genf–Lausanne–Mailand (Simplonstrecke) sowie Basel–Bern–Mailand (Lötschberglinie). Die im Rhonetal liegende Stadt ist der Ausgangspunkt der Eisenbahntunnel am Simplon sowie indirekt am Lötschbergtunnel (Beginn der Lötschberg-Südrampe). Brig ist zudem eine wichtige Haltestelle der schmalspurigen Matterhorn-Gotthard-Bahn, wo der Glacier-Express in Richtung Zermatt sowie in Richtung Furka–Oberalp–Disentis/Mustér–St. Moritz verkehrt.
Die Bahnanlage besteht aus dem Personenbahnhof, aus zwei Depots (SBB und BLS), aus einer umfangreichen Gleisanlage für den Güterverkehr und einer Verladestation für den Autoverlad durch den Simplontunnel. Die Verladerampe für die Autozüge zwischen Brig und Iselle ist im Bereich der Freiverladeanlage, mit direkter Zufahrt von der Ortsumfahrungs Naters, eingerichtet. Die Autoreisezüge sind auch für normale Bahnpassagiere ohne Fahrzeug zugelassen, diese müssen aber einen ausgeschilderten Fussweg von 8 Minuten in Kauf nehmen, um das Gleis 90 («Brig Autoquai») zu erreichen.

### Öffentlicher Verkehr
Der Bahnhofplatz ist Ausgangspunkt von sieben Postautolinien, unter anderem derjenigen über den Simplonpass.
Zudem werden ebenfalls von Postauto 4 Ortsbuslinien betrieben, die die Quartiere von Brig, Glis, Naters und Bitsch zusammen verbinden.

Liniennetzplan Verkehrsbetriebe in Brig

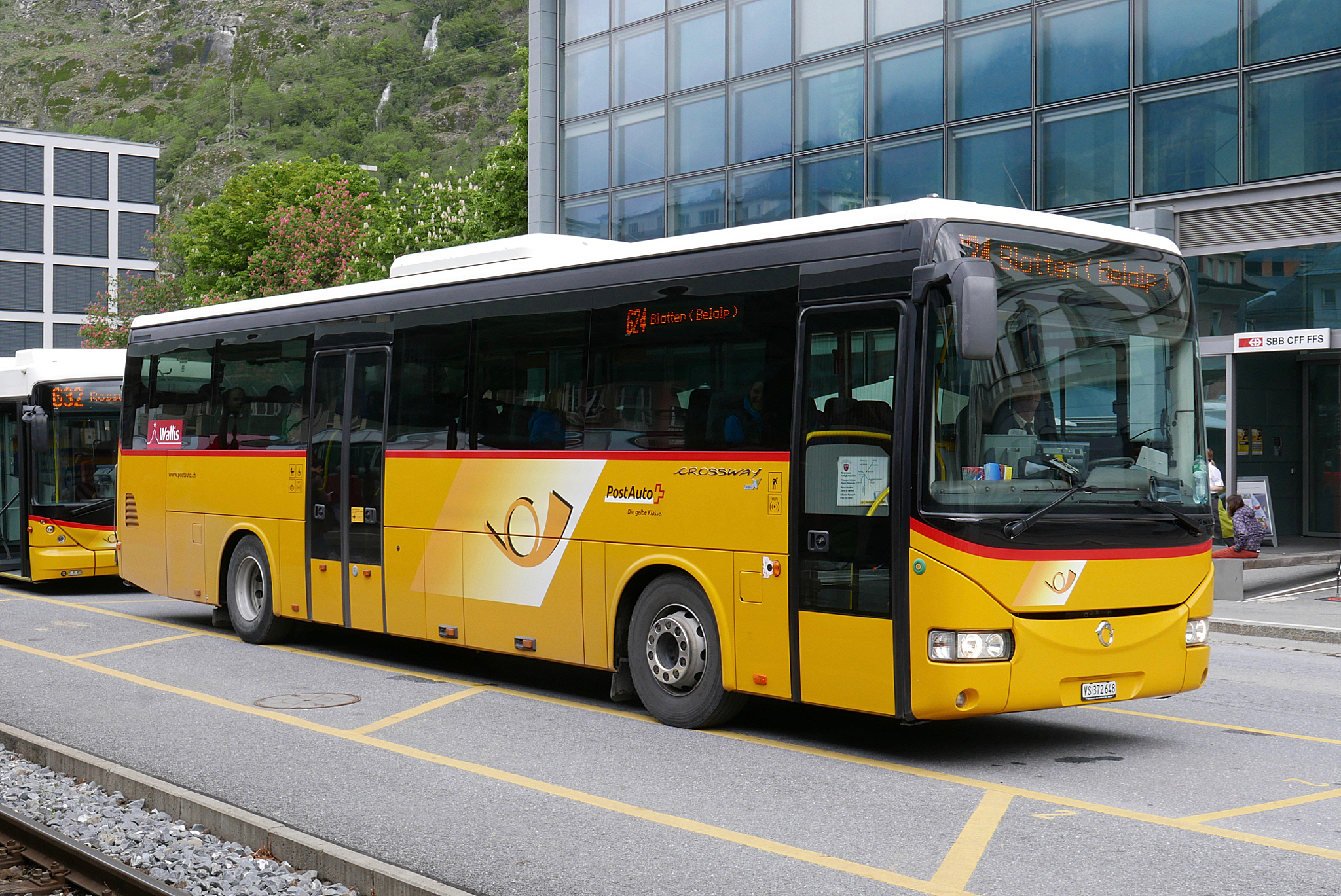
Postauto 624 am Bahnhofplatz Brig

| Betreiber | Linie | Strecke                                   | Haltestellen |
| --------- | ----- | ----------------------------------------- | ------------ |
| Ortsbus   | 1     | Brig, Bahnhof – Bitsch, Bahnhof           | 13/16        |
| Ortsbus   | 2     | Brig, Bahnhof – Glis, Holzji              | 16/15        |
| Ortsbus   | 3     | Brig, Bahnhof – Brig, Biela               | 18/15        |
| Ortsbus   | 4     | Brig, Bahnhof – Glis, Holowistutz         | 10/15        |
| Postauto  | 511   | Brig, Bahnhof – Saas-Fee, Busterminal     | 53           |
| Postauto  | 611   | Bitsch, Bahnhof – Bitsch, Eiche           | 8/9          |
| Postauto  | 621   | Brig, Bahnhof – Visp, Lonzawerke          | 19           |
| Postauto  | 622   | Naters Marktplatz – Visp, Kleegärten      | 22           |
| Postauto  | 623   | Brig, Bahnhof – Mund, Dorf                | 18           |
| Postauto  | 624   | Brig, Bahnhof – Naters, Luftseilbahn      | 20           |
| Postauto  | 631   | Brig, Bahnhof – Domodossola, Stazione     | 35           |
| Postauto  | 632   | Brig, Bahnhof – Ried-Brig, Talstation LRR | 20           |

1906: alter Bahnhof ganz rechts, links neuer Bahnhof im Bau
Bahnhof Brig 1906
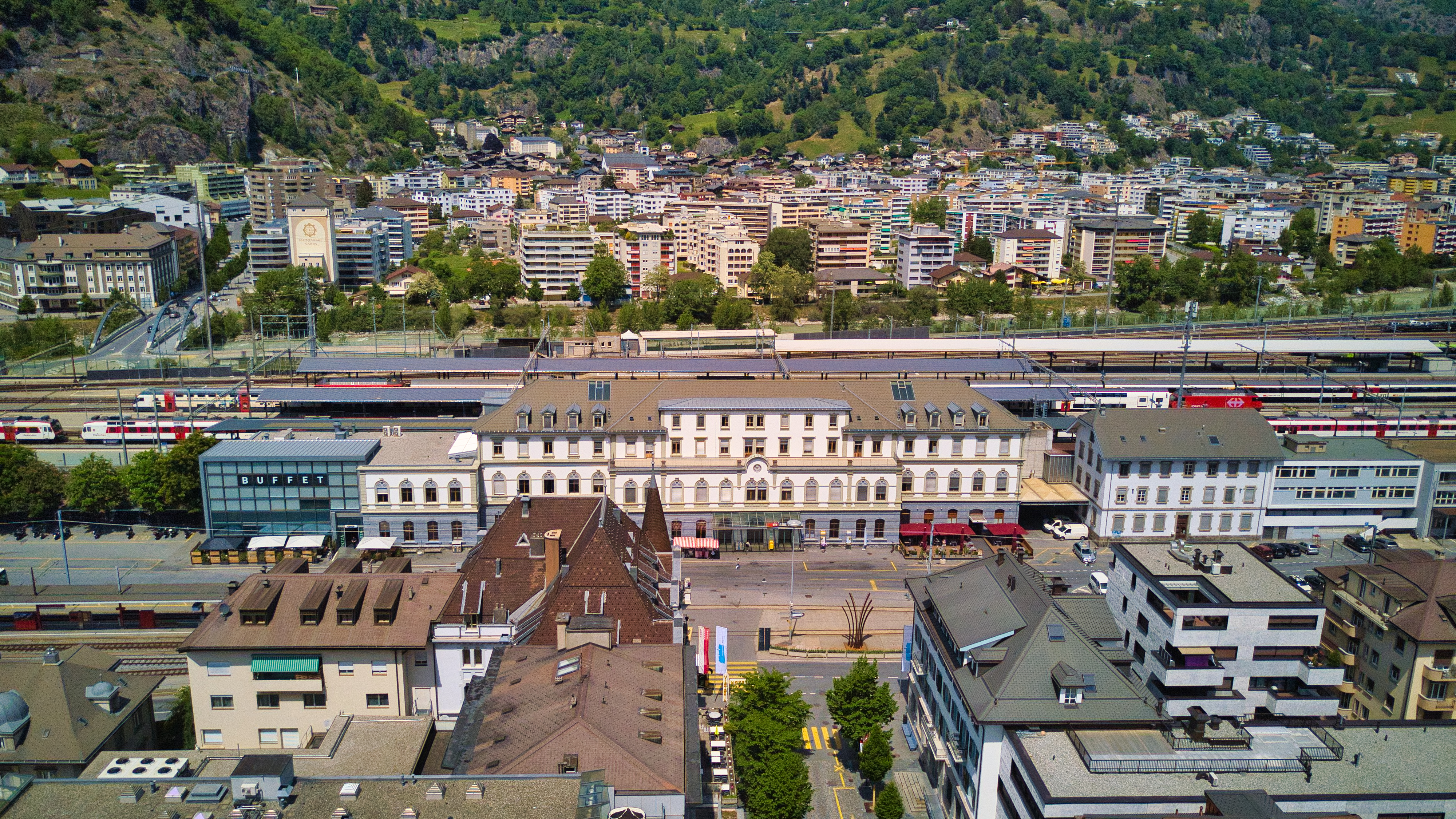
Bahnhofsgebäude
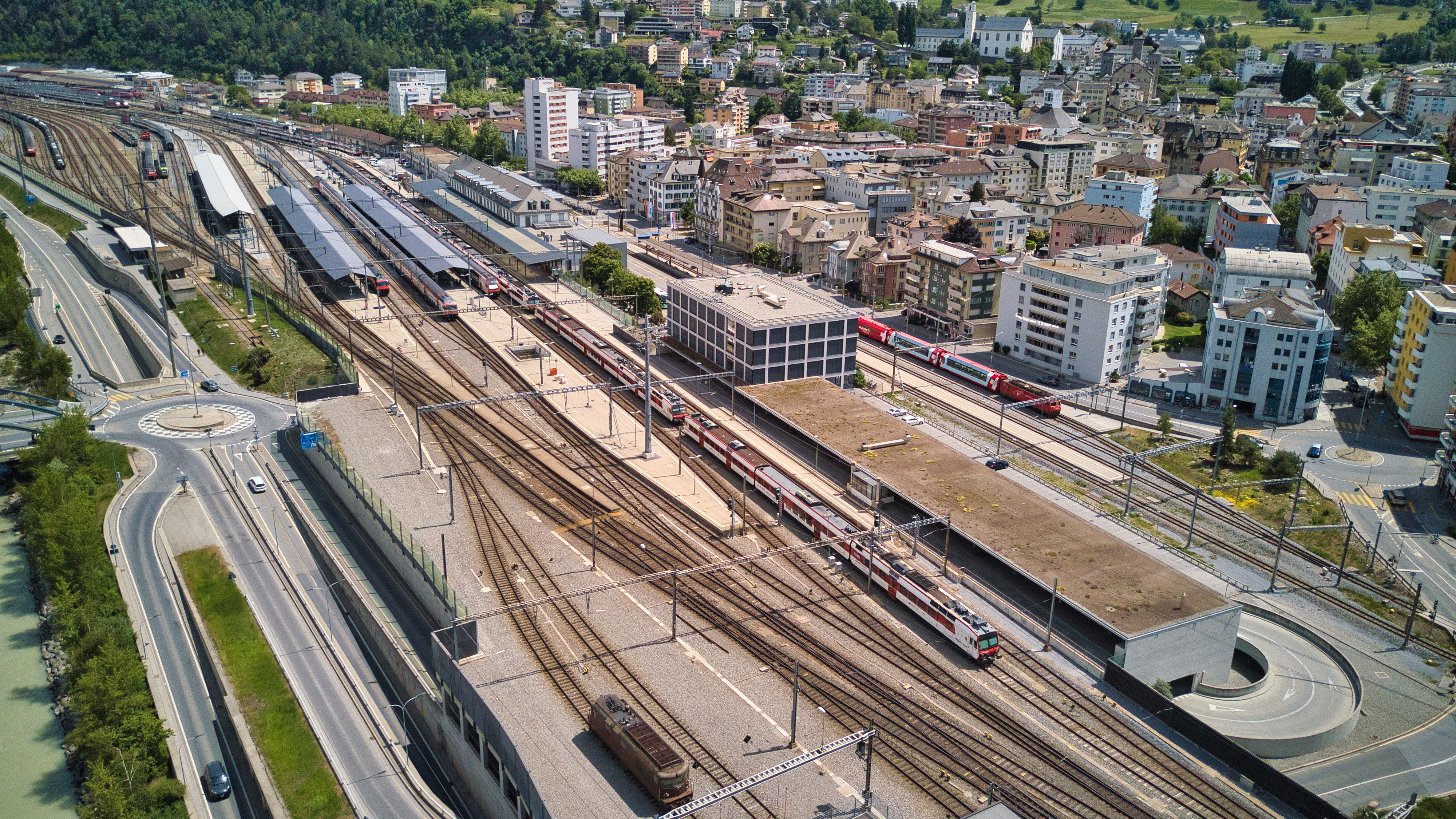
Bahnhof mit Zügen
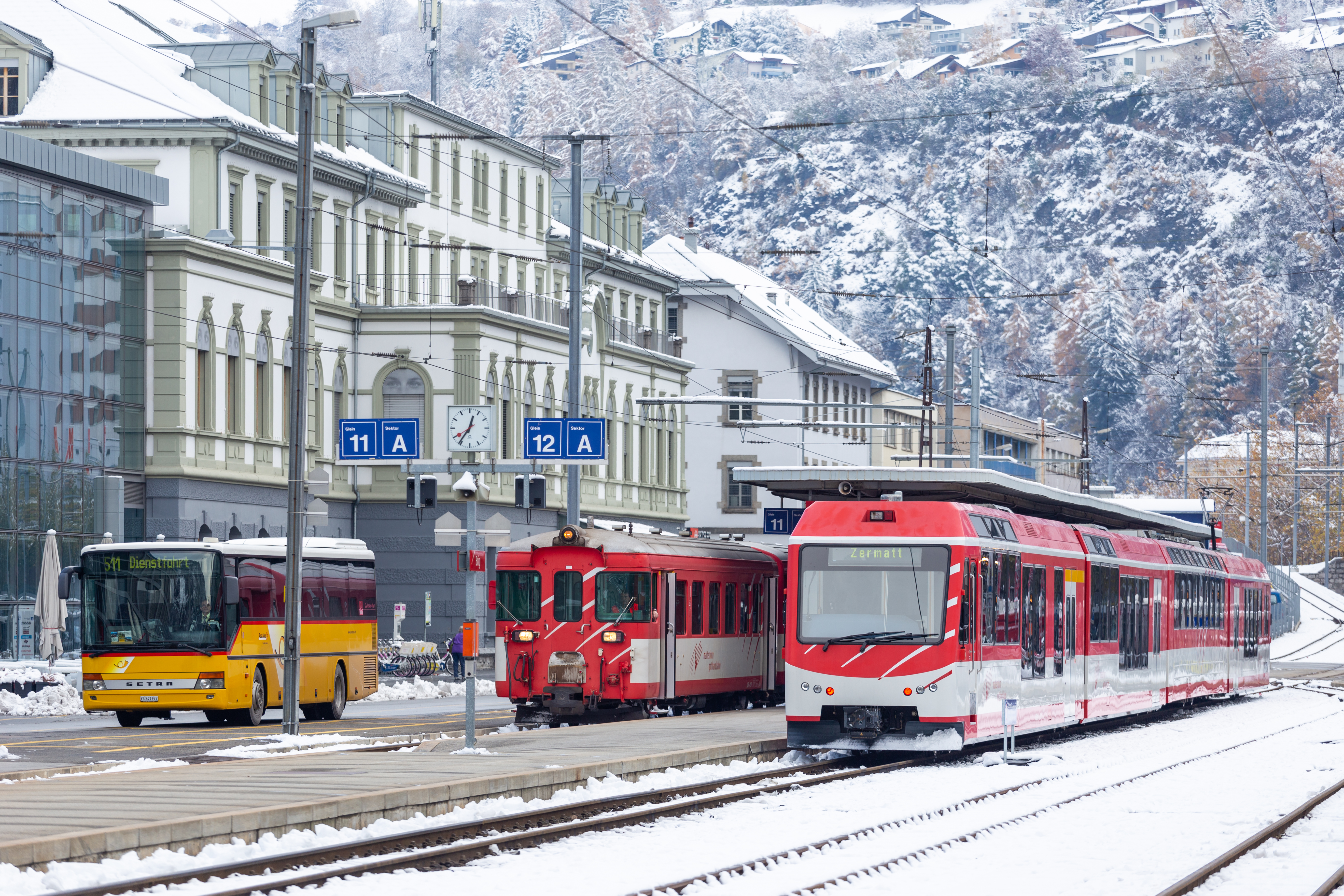
Bahnhof(platz) Brig
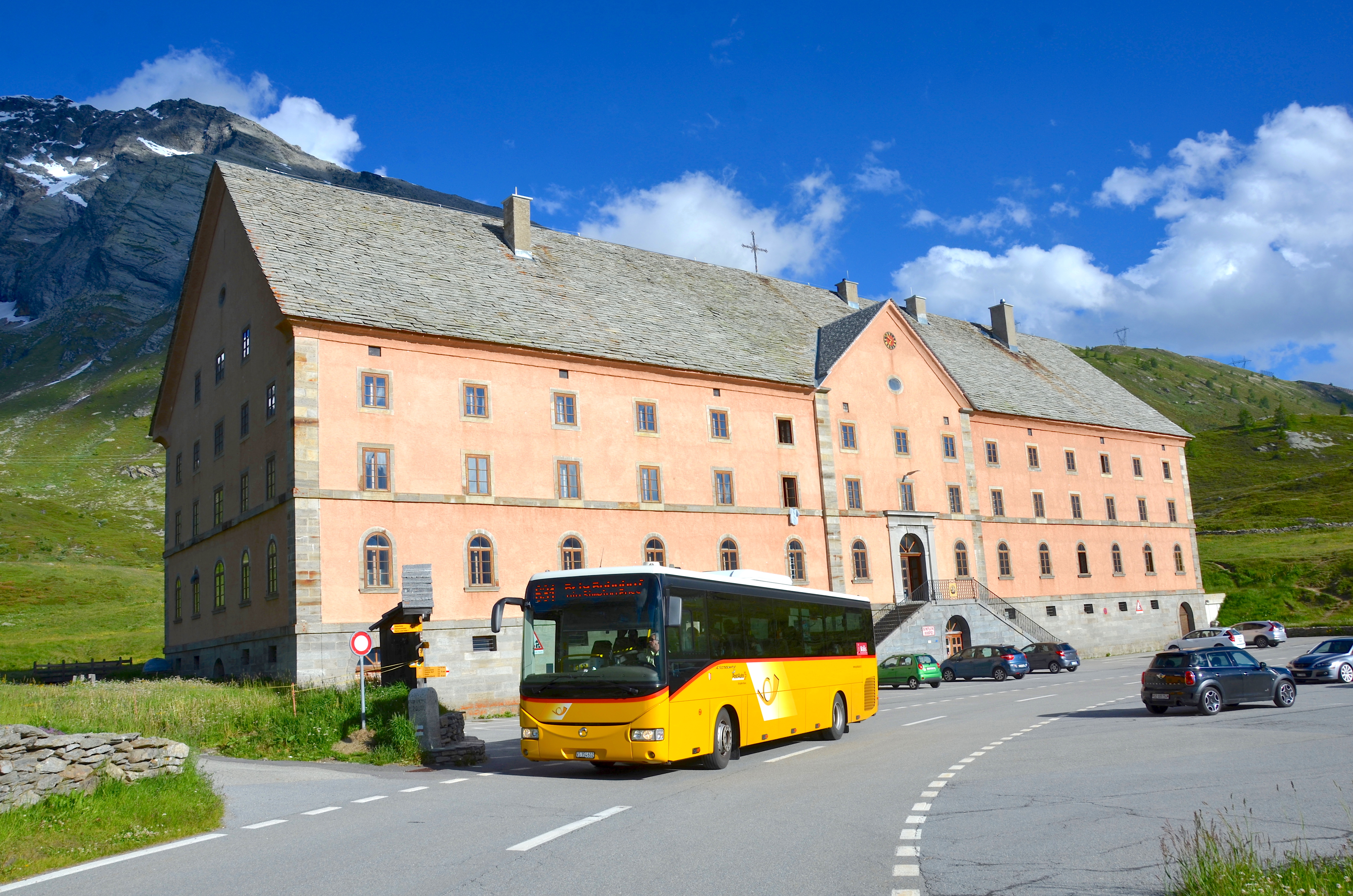
Postauto am Simplon-Hospiz auf dem Simplonpass

## Bilder

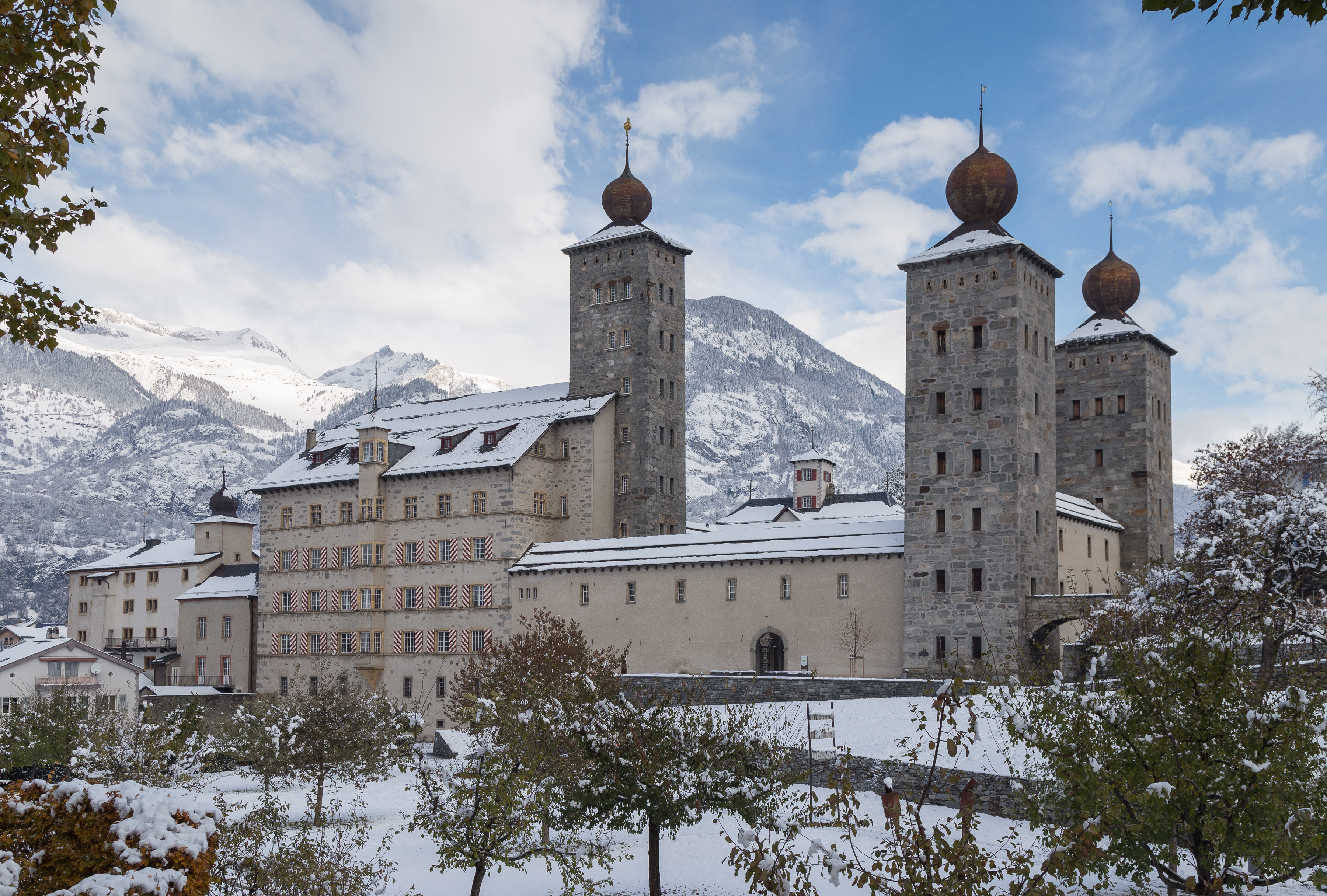
Brig Stockalperpalast (Nov. 2013)
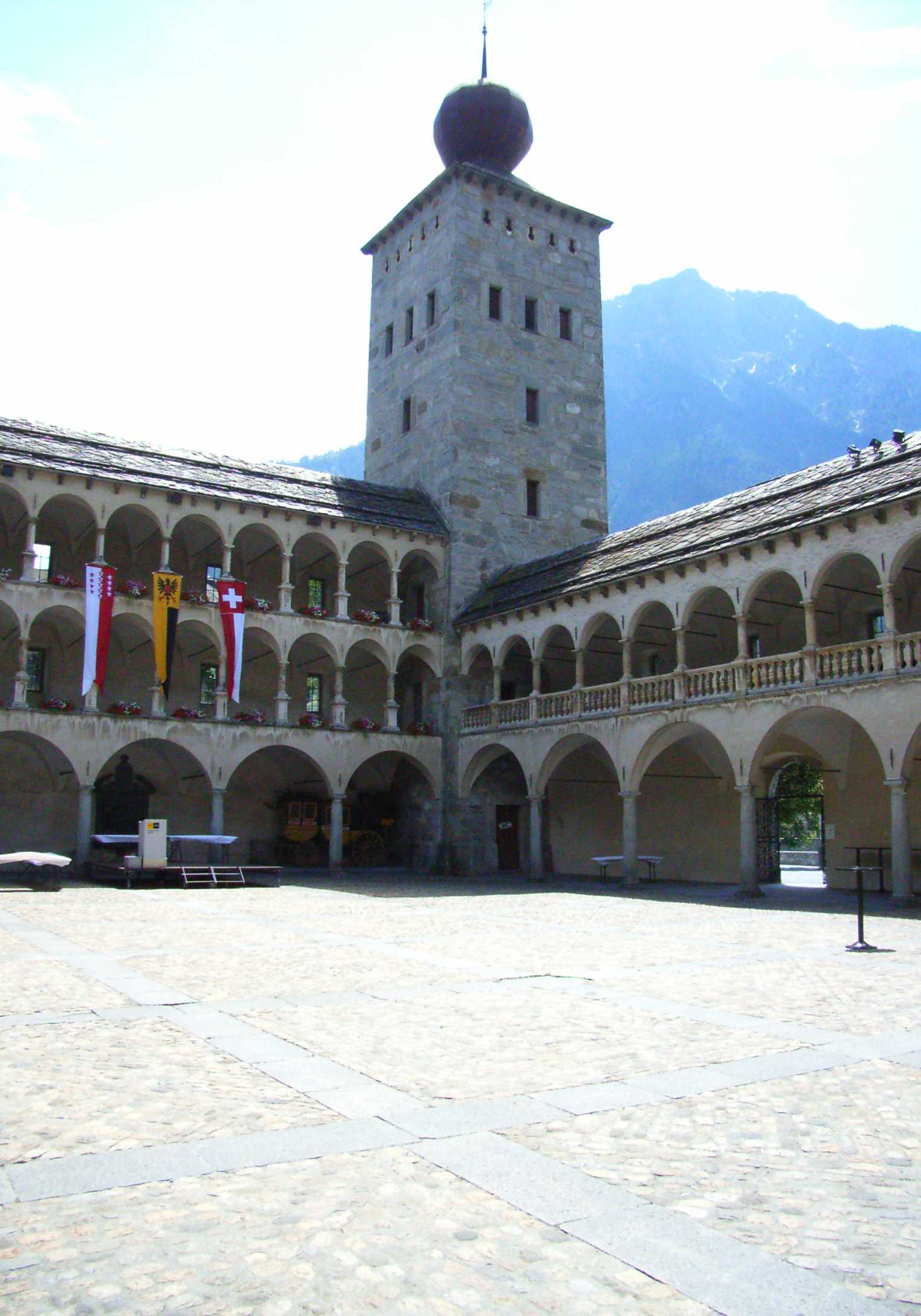
Innenhof vom Stockalperschloss im Fahnenschmuck, Südseite
Blick auf zwei Türme des Stockalperpalasts vom Innenhof aus 1906
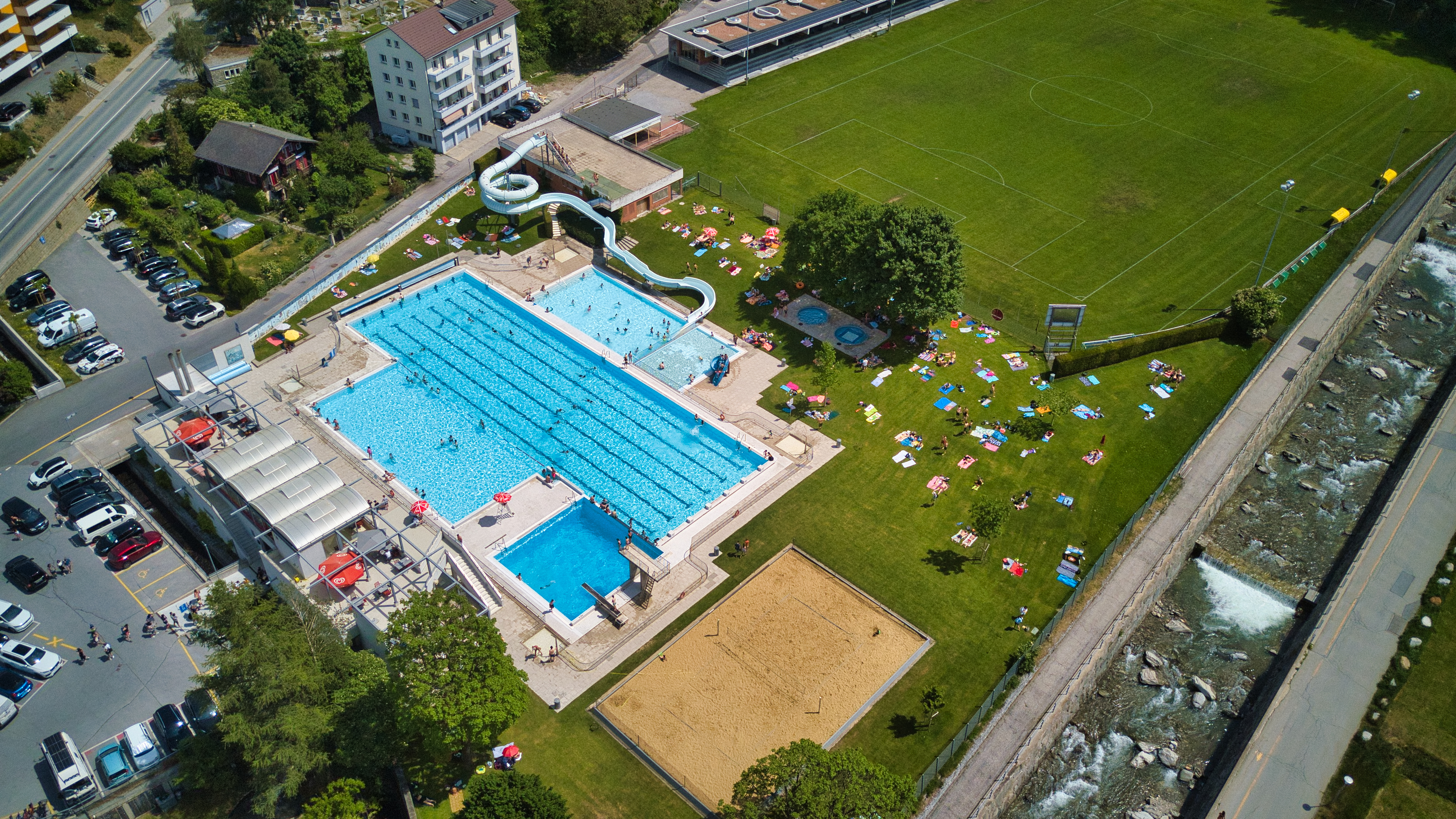
Schwimmbad Geschina
Historisches Luftbild von Werner Friedli von 1949
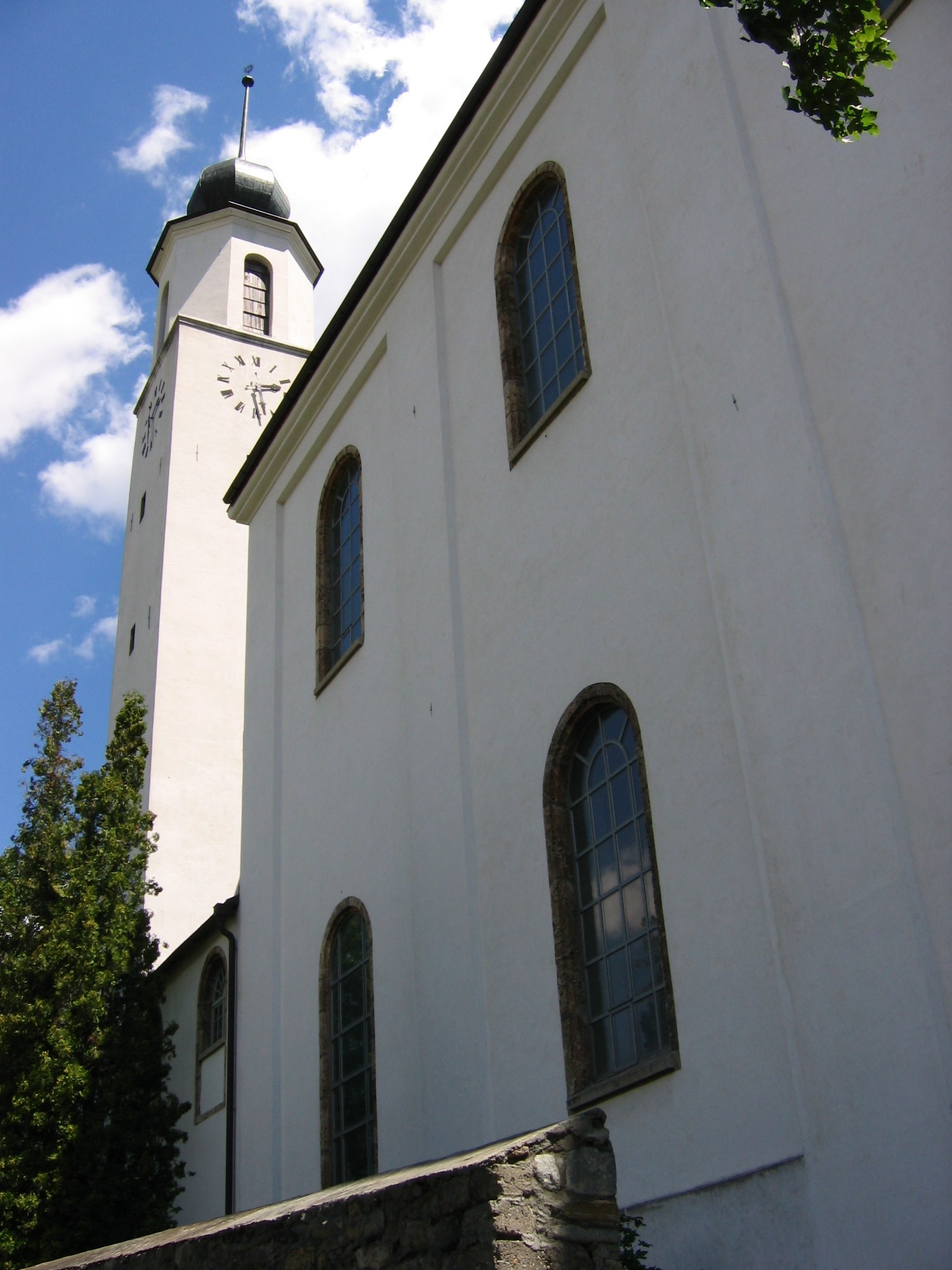
Kollegiumskirche
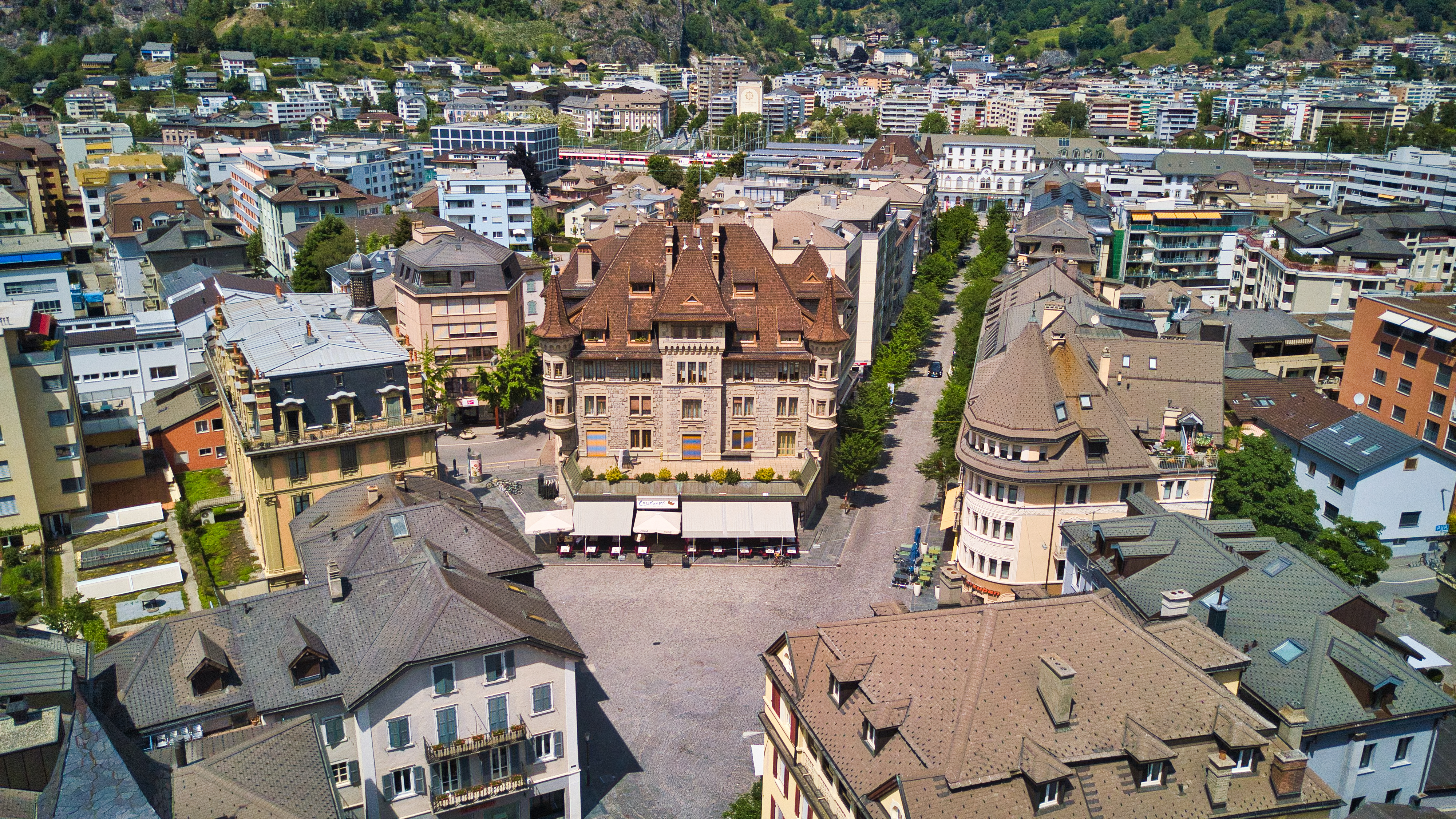
Sebastiansplatz im Zentrum von Brig, im Hintergrund der Bahnhof
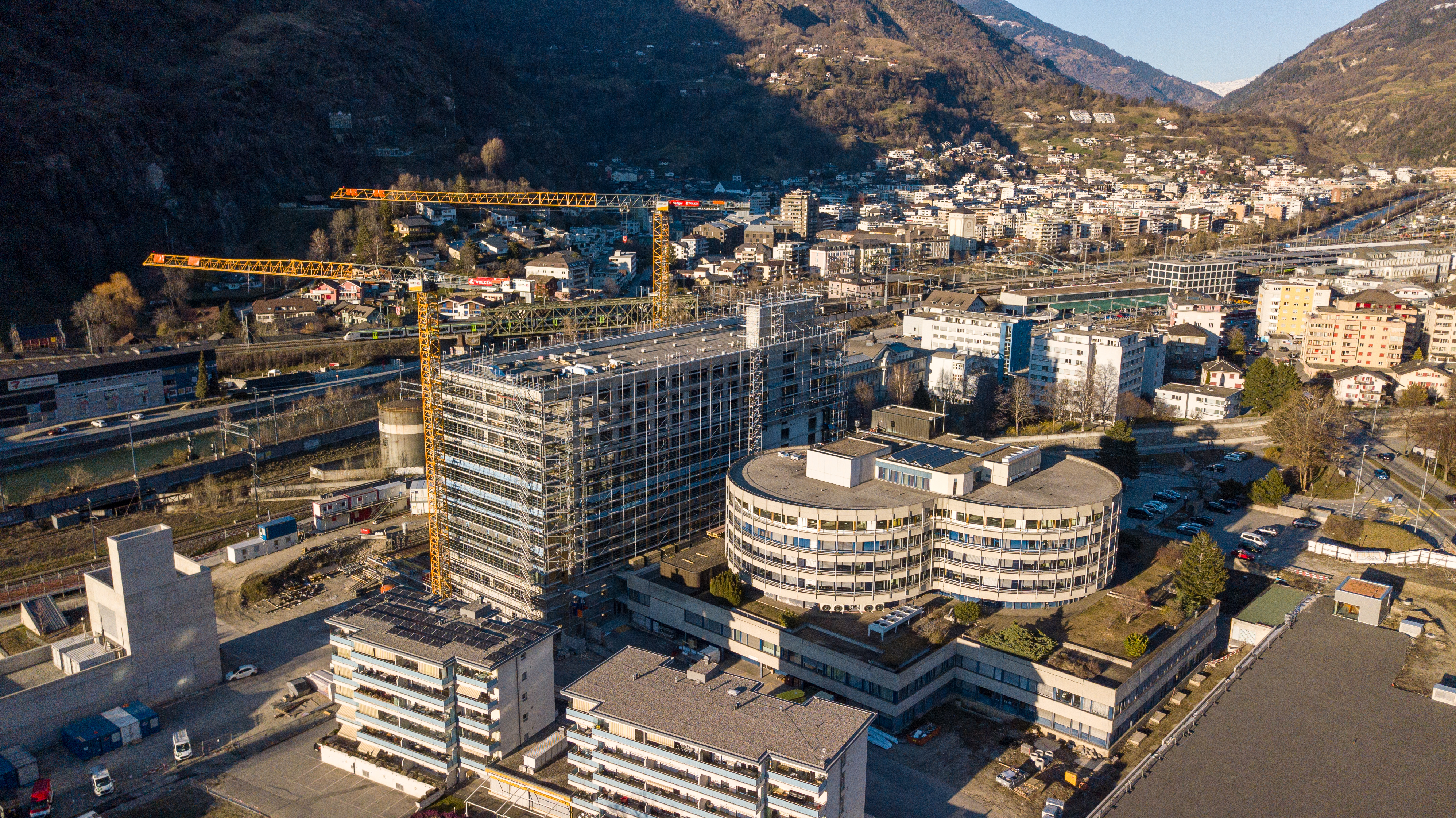
Spital Brig mit Neubau, 2025
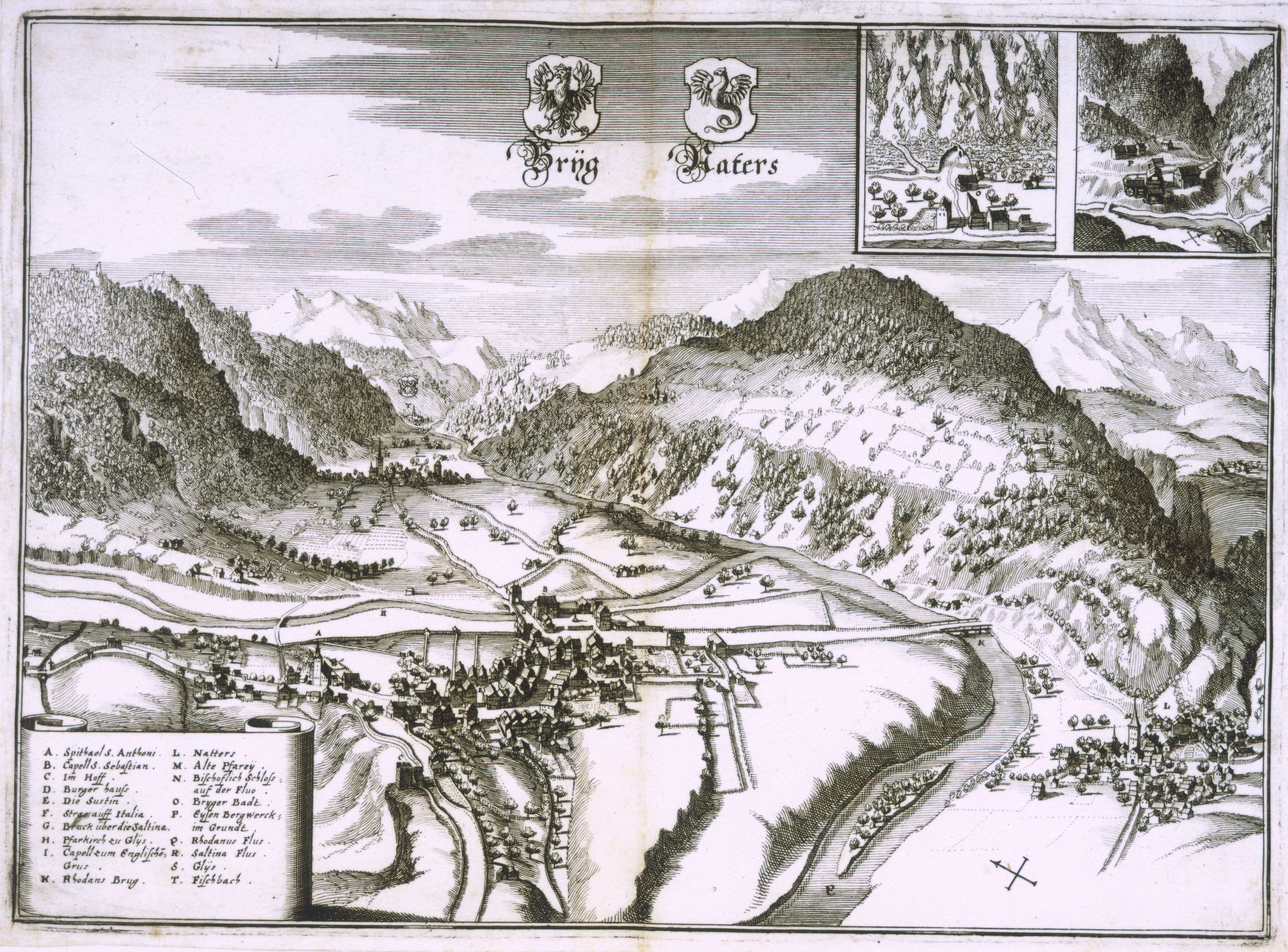
Ansicht von Brig vor dem Bau des Stockalperpalastes

Brig gehört zur Tourismusregion Aletsch.
- Sehenswert ist die Altstadt, wo das Stockalperschloss steht. Das Schloss hat drei Brig überragende Türme, welche die Namen Kaspar, Melchior und Balthasar tragen. Der Palast ist der grösste private Barockbau der Schweiz. Erbauer war der Handelsmann und Politiker Kaspar Stockalper (1609–1691).
- Das ehemalige Spital der Baugesellschaft des Simplontunnels dient seit 1918 als reformierte Kirche.
- Die katholische Herz-Jesu-Kirche wurde 1970 fertiggestellt und ist ein typisches Beispiel für den Kirchenbau nach dem Zweiten Vatikanischen Konzil (Bänke von drei Seiten auf den Altar ausgerichtet).
- Aus dem 14. Jahrhundert stammt die Landmauer in Gamsen; ein Befestigungswerk, das quer zum Talgrund steht.
- Die 1673 bis 1688 erbaute Kollegiumskirche zum Heiligen Geist ist ein Beispiel für die Jesuitenarchitektur des 17. Jahrhunderts.[6]
- Die Warmwasser-Quellen von Brigerbad sind seit dem Mittelalter bekannt. Mitte des 15. Jahrhunderts wurden diese durch einen Bergsturz verschüttet, 1471 wieder freigelegt und zum Baden erschlossen.
- Auf dem Sebastiansplatz erinnert ein Denkmal an den Flugpionier Jorge Chávez Dartnell. Auf dem Platz vor dem Alten Werkhof steht seit 2006 das Denkmal für "King X, den unbekannten Rechthaber".

## Bildung
In Brig ist der administrative Hauptsitz der im Jahr 1992 gegründeten FernUni Schweiz.

## Partnerstädte
- Domodossola
- Langenthal
- San Jerónimo Norte

(siehe Brig-Glis#Partnerstädte)

## Söhne und Töchter der Stadt
- Anton Courten (vor 1407–um 1435), Landeshauptmann
- Peter Stockalper (um 1495–1563), Landeshauptmann
- Kaspar Stockalper (1609–1691), Urenkel des Peter, Landeshauptmann
- Raphael Ritz (1829–1894), Genre- und Landschaftsmaler der Düsseldorfer Schule
- Ernest Guglielminetti (1862–1943), Arzt, Forscher, Erfinder, Ehrenbürger von Brig
- Hermann Seiler (1876–1961), Stadtpräsident, Staatsrat, Nationalrat, Hotelunternehmer, Wintersportpionier
- Karl Dellberg (1886–1978), Politiker
- Joseph Alfons Tscherrig (1903–1982), Ordensgeistlicher, Apostolischer Vikar von Reyes in Bolivien
- Moritz Kämpfen (1907–1967), Gemeinderat, Stadtpräsident, Grossrat, Nationalrat
- Eduard Seiler (1908–1976), Hotelier
- Hans Ulrich (1919–1997), Wirtschaftswissenschaftler
- Hans Loretan (1920–2008), Bildhauer
- Henri Colpi (1921–2006), Regisseur, Drehbuchautor und Filmeditor
- Alfred Grünwald (1929–1966), Maler
- Paul Schmidhalter (1931–2005), Gemeinderat, Grossrat, Nationalrat, Nationalratspräsident
- Anton Mutter (1932–1992), Künstler
- Peter Bloetzer (1933–2018), Politiker (CSP)
- Hermann-Josef Venetz (1938–2021), Theologe, Bibelwissenschaftler
- Peter Zurbriggen (1943–2022), Erzbischof, Apostolischer Nuntius
- Carlo Imboden (* 1950), Medienforscher, Unternehmensberater und Erfinder
- Gianni Blatter (* 1955), emeritierter Hochschullehrer und Physiker
- Adrian Loretan (* 1959), Kirchenrechtler, Staatskirchenrechtler
- Viola Amherd (* 1962), Bundesrätin
- Katja Gentinetta (* 1968), politische Philosophin, Autorin und Fernsehmoderatorin
- Gianni Infantino (* 1970), FIFA-Präsident
- Rachel Harnisch (* 1973), Opernsängerin
- Silvan Zurbriggen (* 1981), Skirennfahrer
- Benjamin Weger (* 1989), Biathlet
- Patricia Jost (* 1993), Biathletin